# Jaromír Soukup Shop
Jaromír Soukup Shop byl internetový obchod Jaromíra Soukupa.
Jaromír Soukup provozoval svůj e-shop od června 2019, kdy jej založil spolu s desetibojařem Robertem Změlíkem pod názvem Shop TV 69 na doméně shoptv69.cz. Záhy se ale stal Jaromír Soukup jediným majitelem firmy a přejmenoval ji na Jaromír Soukup Shop.
V nabídce internetového obchodu bylo možné nalézt spotřebiče, kosmetiku, doplňky stravy, sportovní vybavení, knihy či nábytek.
V březnu 2020 se stal Jaromír Soukup Shop největším inzerentem v českých médiích, obsadil prostor v hodnotě 205 miliónů Kč.
Výrobky z internetového obchodu Jaromír Soukup Shop byly nabízeny rovněž v televizním teleshoppingovém pořadu Teleshopping Soukup shop, vysílaném na TV Barrandov.